# Xenocytaea
Xenocytaea Berry, Beatty & Prószynski, 1998 è un genere di ragni appartenente alla famiglia Salticidae.

## Etimologia
Il nome del genere è composto dal greco ξένος, xénos, che significa straniero, estraneo e per la seconda parte dal genere affine Cytaea; il nome nel complesso sta ad indicare che, nonostante la somiglianza fra le strutture dei pedipalpi maschili di entrambi i generi, questo gruppo di specie, gli Xenocytaea, non vi appartiene.

## Distribuzione
Le cinque specie oggi note di questo genere sono diffuse in Oceania: in particolare, quattro sono endemiche delle isole Figi e una delle isole Caroline.

## Tassonomia
Oltre 150 generi di Salticidae sono diffusi fra l'Asia orientale e l'Australia; di questi solo tre, Chalcotropis, Donoessus e Panysinus hanno somiglianze con Xenocytaea.
A dicembre 2010, si compone di cinque specie:
- Xenocytaea anomala Berry, Beatty & Prószynski, 1998 — Isole Caroline
- Xenocytaea daviesae Berry, Beatty & Prószynski, 1998 — Isole Figi
- Xenocytaea maddisoni Berry, Beatty & Prószynski, 1998 — Isole Figi
- Xenocytaea triramosa Berry, Beatty & Prószynski, 1998[3] — Isole Figi
- Xenocytaea zabkai Berry, Beatty & Prószynski, 1998 — Isole Figi